# Sampuara
Sampuara is een bestuurslaag in het regentschap Toba Samosir van de provincie Noord-Sumatra, Indonesië. Sampuara telt 676 inwoners (volkstelling 2010).